# کلویی اودنبرگ
کلویی اودنبرگ (انگلیسی: Cloey Uddenberg؛ زادهٔ ۱۳ نوامبر ۲۰۰۲) بازیکن فوتبال اهل سنت کیتس است.
وی همچنین در تیم ملی فوتبال زنان سنت کیتس و نویس بازی کرده‌است.